# Wyssoka
Wyssoka (polnisch Wysoka, 1933–1945 Hohenkirch) ist ein Ort in der zweisprachigen Gemeinde Leschnitz (Leśnica) im Powiat Strzelecki der Woiwodschaft Opole in Polen.

## Geographie
Das Straßendorf Wyssoka liegt sechs Kilometer nordwestlich von Leschnitz, zwölf Kilometer südwestlich von Strzelce Opolskie (Groß Strehlitz) und 37 Kilometer südöstlich von Opole. Südlich verläuft die Autobahn A4, die die Orte Wyssoka und Sankt Annaberg voneinander trennt.
Nachbarorte von Wyssoka sind im Nordwesten Ligota Górna (Ober Ellguth), im Osten Kadlubietz (Kadłubiec) und im Süden Sankt Annaberg (Góra Świętej Anny).

## Geschichte

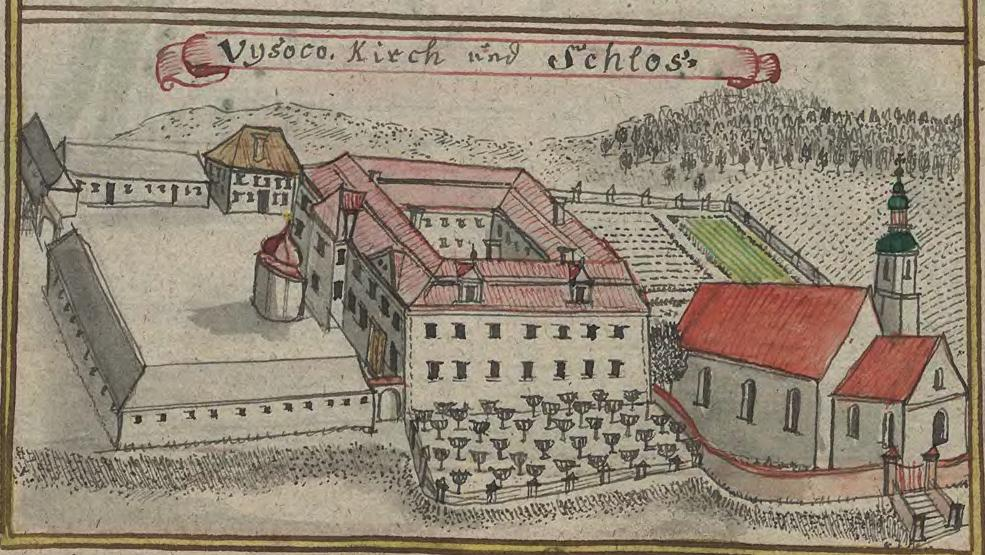
Kirche und Schloss in Wyssoka – Zeichnung aus der Mitte des 18. Jahrhunderts

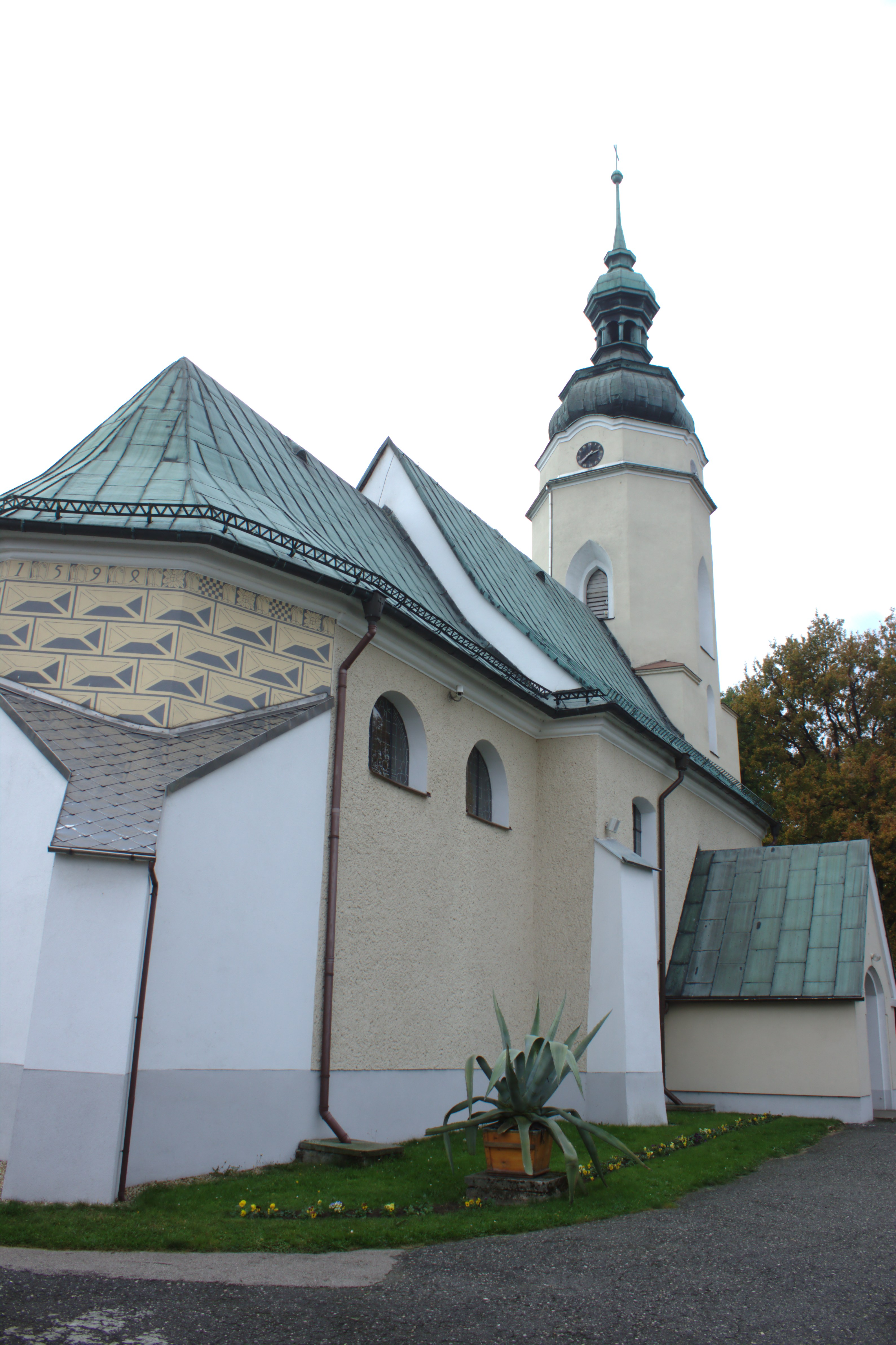
Florianskirche

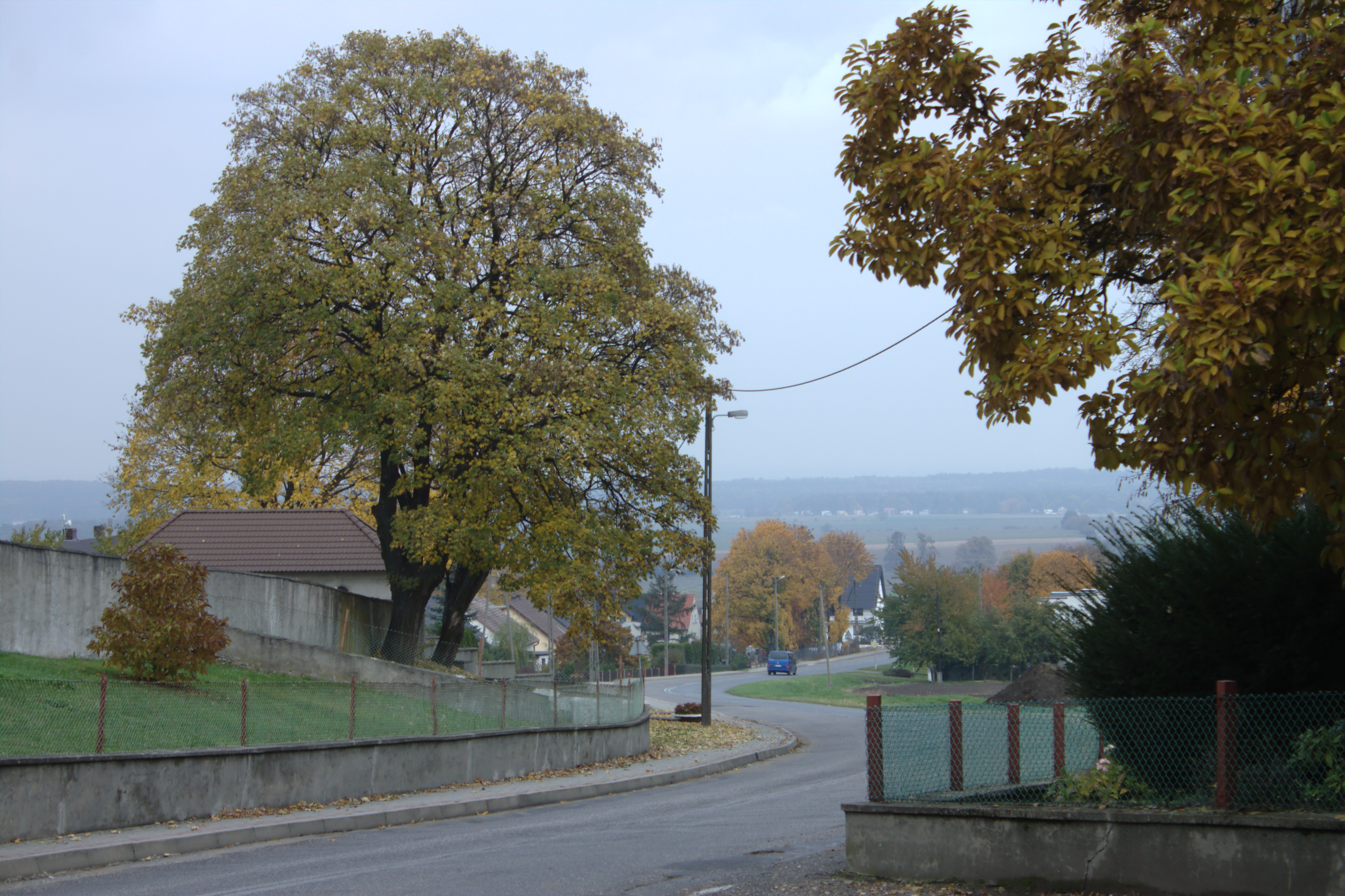
Ortspartie

Das Gebiet von Wyssoka war schon im Mittelalter besiedelt, das bestätigen die hier entdeckte Reste einer Burg aus dem 13. Jahrhundert und ebenfalls aus dieser Zeit stammende Gefäße. Erstmals erwähnt wurde „Visoka“ in einem Dokument des Herzogs Heinrich I. Es gehörte damals zum Kloster in Czarnowanz. Die Kirche von Wyssoka ist erstmals für das Jahr 1371 belegt. In Dokumenten aus den Jahren 1342 und 1353 wurde ein Sbrosco de Wysoka erwähnt. Dagegen erscheint ein Teodor de Wissoka im Fürstenbrief an die Mönche aus Himmelwitz vom 17. April 1361. 1421 gehörte dieses Dorf zum Besitz eines Petrasz Stral.
1474 wurden die damaligen Dorfbesitzer im Wald bei Wyssoka erhängt. Ihr Schloss wurde zerstört. Dies geschah als Strafe für Raubüberfälle, die sie an den dortigen Wegen durchführten und deren Opfer meist Kaufleute waren.
1563 verkaufte Joachim v. Buchta Wyssoka an Martin Dzierzanowsky. 1630 kam das Dorf über eine Heirat an Graf Johann Georg von Gaschin, der dort noch im Dreißigjährigen Krieg ein Schloss errichten ließ. 1733 ging der Besitz an die Familie Schimonsky über, 1782 an die Herren von Wilczek, von Sack, erneut an die Grafen Gaschin und schließlich 1799 an Balthasar von Thun. Letzte Eigentümerin war Herta Freifrau von Zedlitz-Neukirch geborene von Thun, die Schloss und Grundbesitz 1927 an die Provinz Oberschlesien verkaufte. Nach dem Ersten Schlesischen Krieg fiel Wysoka 1742 mit dem größten Teil Schlesiens an Preußen. 1773 wurde die Kolonie Wyssoka gegründet. Die bereits seit dem Mittelalter bestehende Burg wurde im 18. Jahrhundert im Stil des Barock zu einem Schloss umgebaut.
Nach Angaben von 1817 gab es damals 27 Landbauern und neun Heimarbeiter. Das ganze Dorf zählte 244 Einwohner. In dieser Zeit wurde die Kolonie Wyssoka von 71 Menschen bewohnt. 1843 werden u. a. erwähnt: Schloss, Vorwerk, Spiritusbrennerei, Brauerei, Kalkofen und vier Gasthäuser. Im Dorf waren ferner 13 Handwerker und ein Kaufmann tätig. 1874 wurde der Amtsbezirk Wyssoka gebildet, dem die  Landgemeinden Annaberg Marktflecken, Kadlubietz, Ober Ellguth, Poremba sowie die Gutsbezirke Ober Ellguth Vorwerk, Kadlubietz, Poremba und Wyssoka Vorwerk und Kolonie Wyssoka eingegliedert wurden.
1910 zählte Wyssoka 589 Einwohner. Bei der Volksabstimmung in Oberschlesien am 20. März 1921, die in der Gegend von bürgerkriegsähnlichen Zuständen begleitet wurde, stimmten in Wyssoka 288 Personen für einen Verbleib bei Deutschland und 108 für Polen. Wyssoka verblieb wie der gesamte Stimmkreis Groß Strehlitz beim Deutschen Reich. Nach Verkauf des Schlosses Wysoka und dem Grundbesitz an die Provinz Oberschlesien, wurde das Schloss abgerissen. Ab 1933 führten die neuen nationalsozialistischen Machthaber groß angelegte Umbenennungen von Ortsnamen slawischen Ursprungs durch. 1933 wurde Wyssoka in Hohenkirch umbenannt. Bis 1945 befand sich der Ort im Landkreis Groß Strehlitz.
Als Folge des Zweiter Weltkrieg|Zweiten Weltkriegs fiel Wyssoka/Hohenkirch 1945 an Polen. Nachfolgend wurde es in Wysoka umbenannt und der Woiwodschaft Schlesien angeschlossen. 1950 wurde es der Woiwodschaft Opole eingegliedert. Seit 1999 gehört es zum Powiat Krapkowicki. 2006 führte die Gmina Leśnica, der Wyssoka angehört, Deutsch als Hilfssprache und im Jahr 2008 zweisprachige Ortsbezeichnungen ein.

## Sehenswürdigkeiten
- Die römisch-katholische Florianskirche (Kościół św. Floriana) wurde 1371 erstmals erwähnt. Der steinerne Bau entstand im 15. und 16. Jahrhundert im Stil der Gotik und Renaissance. 1933/1934 wurde am südlichen Kirchenschiff ein Anbau im Stil des Neubarock errichtet.[8] Der Kirchenbau steht seit 1954 unter Denkmalschutz.[9]
- Schlosspark mit alten exotischen Baumbestand
- Gedenkstein zur 775-Jahr-Feier
- Steinernes Wegekreuz
- Dreifaltigkeitsstatue aus dem Jahr 1748[2]

### Einwohnerentwicklung
Die Einwohnerzahlen von Wyssoka:
| Jahr | Einwohner |
| ---- | --------- |
| 1844 | 358       |
| 1855 | 517       |
| 1861 | 687       |
| 1910 | 589       |
| 1933 | 529       |

## Persönlichkeiten
- Joseph Glowatzki (1847–1936), katholischer Geistlicher und Mitglied des Deutschen Reichstags, verstarb in Wyssoka

## Vereine
- Deutscher Freundschaftskreis
- Fußballverein LZS Wysoka
- Freiwillige Feuerwehr OSP Wysoka